# Ювенальная юстиция в Финляндии
Ювенальная юстиция в Финляндии — судебно-правовая система защиты прав ребёнка в Финляндии, а также правосудие по делам о правонарушениях, совершаемых несовершеннолетними.
В основе ювенальной юстиции Финляндии лежат основные положения Конвенции ООН о правах ребёнка по защите детей, охране их здоровья, об их юридических правах и уголовном законодательстве, связанном с детьми, которые реализованы в законе об охране детства (в настоящее время с 1 января 2008 года действует закон № 417 от 2007 года), а также, в ряде дополнений к указанному закону, в частности, в законе об опеке над детьми и о праве посещения (№ 361 от 1983 года), определяющих, в том числе, меры социальной защиты детей.
1 апреля 2015 года вступил в силу новый закон о социальном обслуживании, цель которого — «облегчить семьям с детьми получение своевременной помощи, а также гарантировать доступность краткосрочных эффективных мер поддержки семьи».
Ведомство здоровья и благополучия THL на основе проведённого исследования над 97 детьми, взятыми под опеку службами соцопеки в 1996—2011 годах, сделало заключение, что лишь 10 % детей вернулись обратно в семью в связи с изменившейся жизненной ситуацией (треть из них была позже вновь помещена под опеку). По оценке социальных работников, в отношении 86 % детей меры социальных служб отвечали нуждам детей.
В 2013 году ряд финских чиновников высказали обеспокоенность по ситуации с защитой детей. В частности нарекания вызвали сроки рассмотрения заявлений, рабочая нагрузка и уровень подготовки персонала.
На 2013 год в Финляндии за пределами своей семьи проживали более 17 тысяч детей, из них почти 6 тысяч жили в замещающих семьях.
Несмотря на ряд охранительных мер, в Финляндии фиксируются случаи сексуального насилия по отношению к детям. Вместе с тем, прошедший в Финляндии сбор подписей под гражданской инициативой об ужесточении уголовного наказания за педофилию, предусматривает максимальное тюремное заключение — два года.

## История
В 1619 году, в период вхождения Финляндского герцогства в состав Швеции, правительством было издано постановление об основании в каждом поселении, имеющем статус города, детских домов с целью ликвидации бездомных детей и приучения их к труду. В 1650-е годы стали открываться школы для детей бедноты, предназначением которых было облегчить таким детям возможность найти заработок и вырастить из них «добрый людей».
С первой половине XVIII века бедность родителей стала рассматриваться, как препятствие для выполнения родительского долга. В 1739 году на защиту закона мог рассчитывать только тот бедняк, которого нанимали на работу вместе со всей семьёй и, если землевладелец, на которого работала крестьянская семья, не мог дать работу каждому ребёнку из этой семьи, то дети отправлялись работать на другого хозяина при том, что последний за обеспечение ребёнка едой и одеждой получал от государства некоторые налоговые льготы.
В 1763 году в Финляндии вступил в силу новый закон «о призрении бедных». Закон подчеркивал важность семейного воспитания, как более отвечающего нуждам ребёнка, а также предусматривал поддержку бедным семьям. В 1773 году многодетные семьи получили налоговые послабления. Воспитание детей в детском доме по тем временам считалось вынужденной и даже нежелательной мерой.
В 1868 году новый закон о предпринимательской деятельности предписал фабрикантам запрашивать особое разрешение для найма на работу детей младше 12 лет, а также использование в ночных сменах подростков моложе 15 лет. Законом 1877 года труд несовершеннолетнего работника был ограничен до 8 часов. Вскоре после этого труд детей до 12 лет был запрещён.
В конце XIX века принципы опеки над ребёнком в городе и в деревне в Финляндии различались. В городе опека могла осуществляться в различных формах, различными учреждениями (существовали школы для бедных девочек, действовали христианские общественные движения Diakonia и Setlementti) или приемными семьями. В сельской местности дети в основном попадали в семьи опекунов: право взять на воспитанник оказавшегося без присмотра ребёнка получал тот, кто запрашивал у государства наименьшую компенсацию. Это явление просуществовало в Финляндии до 1920-х годов.
В 1909 году в Великом княжестве Финляндском было распространено первое воззвание о необходимости закона, который защитил бы детей от жестокого и неподобающего обращения, но такой закон так и не был разработан.
После обретения Финляндией независимости, в 1921 году было введено всеобщее обязательное школьное образование. При этом, как последствия гражданской войны, дети «красных финнов» рассматривались одновременно и как потенциальные «бунтовщики», и как будущие граждане Финляндии, которые не отвечают за своих родителей. Воспитать их лояльными гражданами стало предписанием народной школы, а за домашним воспитанием присматривали чиновники муниципалитетов.
В 1937 году был принят первый закон о защите прав ребёнка в основу которого была положена поддержка семьи (в том числе, консультативная), однако в случае, если благополучие ребёнка было невозможно обеспечить в семье, предусматривалась возможность передачи ребёнка под опеку даже против воли родителей.
В период военных действий 1939—1945 годов, около 70 тысяч финский детей были эвакуированы за счёт государственных средств в Швецию и размещены в приёмных семьях, а в 1945 году в Финляндии появились первые приюты для одиноких матерей с детьми, получившие название «первого дома» (фин. ensikoti).
В 1983 году, в новой версии закона «О защите прав ребёнка» (№ 683 от 1983 года) был закреплён принцип «блага ребёнка» и сформулировано право на участие, позволяющее ребёнку влиять на решения взрослых (но не принимать решения самому). В то же время были запрещены телесные наказания детей. Этот же закон сформулировал и принципы работы Службы защиты ребёнка — «сотрудничество между семьей и службой основано на доверии и стремлении к взаимопониманию», при этом ребёнок должен получать помощь, прежде всего, в знакомой и привычной ему среде — дома. В случае, если констатируется полная невозможность оказания действенной помощи в домашних условиях, закон предусматривает прибегать к изъятию ребёнка из семьи на тот срок, который необходим для возвращения родителей к нормальным условиям жизни.
В 1991 году Финляндия присоединилась к принятой ООН Конвенции по правам ребёнка, что в свою очередь повлияло на разработку и понимание основ защиты прав ребёнка, отражённых в последней редакции закона о защите прав ребёнка в Финляндии и вступившей в силу в 2008 году (дополнения внесены в 2010).
В 2009 году в Хельсинки в одном из детских садов был вскрыт случай насилия над детьми (две воспитательницы усмиряли непослушных детей во время еды при помощи скотча). Уездным судом они были оправданы, но Надворный суд второй инстанции признал их виновными в нанесении телесного вреда и приговорил к штрафу. Уполномоченный по правам детей Мария Кайса Аула заявила, что дошедшие до судебного разбирательства случаи насилия — «лишь видимая часть айсберга» и часть незаконных насильственных наказаний остается скрытой.
Ежегодно в Финляндии тратится до 400 млн евро на содержание такого рода интернатов. Однако, в Центральном союзе защиты детей им. Маннергейма считают, что детские сады слишком редко (лишь 2 % от всех заявлений) обращаются в органы опеки с заявлениями о подозрениях в плохом обращении с детьми и что они могли бы проявлять большую активность в этом вопросе.
С 2012 по 2013 годы в семи уездных судах в Пирканмаа, Канта-Хяме, Южной Карелии, Центральной Финляндии, Похъянмаа, Кеми-Торнио и Лапландии (с начала 2011 года эксперимент проводится в уездных судах Эспоо, Хельсинки, Оулу и Северной Карелии) проходит эксперимент в области мирного разрешения конфликтов об опекунстве.
С 1 июля 2012 года вступил в силу закон об ограничении возраста для усыновления детей (50 лет) и запрет для несовершеннолетних на посещение соляриев. Волонтёры, работающие с детьми, будут подвергаться более тщательной проверке.
По данным Государственной контрольно-надзорной службы социального обеспечения и здравоохранения Valvira, несмотря на развитую систему социальной опеки, во многих муниципалитетах страны катастрофически не хватает квалифицированных социальных работников, а число жалоб на действия работников органов защиты детей увеличилось в 2011 года на одну треть по сравнению с 2010 годом. Так в 2015 году против 11 чиновников были выдвинуты обвинения о бездеятельности по факту убийства в 2012 году в семье восьмилетней девочки.
Согласно данным финского отделения Pelastakaa lapset ry благосостояние финских детей за последние годы стало ухудшаться, а в рейтинге по благосостоянию детей, Финляндия опустилась со второго на 14-е место. Данные 2014 года показывают, что из-за экономического кризиса почти 160 тысяч финских детей находятся под угрозой бедности.
В 2016 году были обнародованы данные по которым в 2015 году киднеппингу в Финляндии подверглись 27 детей (в 2014 году — 11). Чаще всего один из родителей увозит ребёнка в Швецию или Эстонию.

## Оценки
Специалист Александровского института Ханна Смит считает методы ювенальной юстиции Финляндии суверенными и отвечающими высшим стандартам. Ханна Смит считает визит в Финляндию Уполномоченного при президенте России по делам детей Павла Астахова «не соответствующим хорошим дипломатическим манерам». Также г-жа Смит призывает президента Финляндии чётко указать руководству России на недопустимость подобного вмешательства в будущем, напоминая, что в Финляндии подобные конфликты решаются в соответствии с финским законодательством, без участия государственного руководства, что это — дело профильных органов власти.
Также министр базовых социальных услуг Финляндии Паула Рисикко заявила, что «в деятельности финских органов социального обслуживания в ситуации, обсуждаемой в последнее время в общественности, не выявлено противозаконных действий, которые создали бы Министерству социального обеспечения и здравоохранения повод для принятия мер». При этом неизвестно ни одного случая обращения русскоязычных родителей в общества защиты детей, имеющих большой опыт по разрешению ситуаций.
Президент Финляндии Саули Нийнистё заявил, что «дети не инструмент политики», а требование российской стороны о создании совместной комиссии по защите детей невозможно, поскольку не оговорено финским законодательством.
Вместе с тем, 29 мая 2012 года агентство Государственного контроля (VTV) опубликовало доклад в котором критикует финскую систему защиты детей, указывая на ряд имеющихся проблем. Так, в 2012 году, несмотря на поступившие 11 жалоб на жестокое обращение с ребёнком, органы социальной опеки не приняли соответствующих мер, что повело к смерти 8-летней девочки. Новый уполномоченный по делам детей Туомас Курттила заявил, что самая большая проблема состоит в отсутствии сотрудничества чиновников разных государственных органов.

## Аспекты применения
Финский Закон об охране детства запрещает представителям власти комментировать какие-либо случаи взятия детей на попечение органами государственной опеки, запрещает выносить семейные проблемы на всеобщее обсуждение. Это происходит потому, что закон стоит, в первую очередь, на страже интересов ребенка и защищает его права. Публичность и разглашение конфиденциальной информации может повредить развитию ребенка. Финские чиновники встречались с представителями российских СМИ и объясняли журналистам общие принципы защиты детей, объясняли действие Закона об охране детства.
	
Мы дали многочисленные интервью и ответили на ряд запросов российских средств массовой информации. К сожалению, все российские СМИ представили эти факты в другом свете, и предоставленная информация их не интересовала. На самом деле проблем с русскими детьми в Финляндии не больше, чем со всеми остальными. Это говорит статистика. Решения не принимаются на основе гражданства ребенка, и даже финский Омбудсмен говорила, что у неё очень мало жалоб от русского населения. Подавляющее большинство русских, живущих в Финляндии, заботится о своих детях и соблюдает законы. Лишь немногие из них имеют какие-либо проблемы, в результате которых социальные работники должны помогать им, или принимать какие-то меры.
Применяется как последняя форма защиты прав ребёнка и употребляется лишь в том случае, когда отсутствуют механизмы заботы о ребёнке, а также необходимые жилищные условия или при обстоятельствах, когда поведение самого ребёнка угрожает его здоровью и безопасности (под последним понимается применение несовершеннолетним наркотических средств, уголовные деяния и связанные с этим аспекты). Дополнительным фактором для изъятия ребёнка из семьи является отсутствие возможности реализации рекомендованной социальной службой программы стабилизации возникшего положения. Перед изъятием ребёнка (старше 12 лет) с ним и его близкими должны быть проведены собеседования. Если одна из сторон против меры изъятия из семьи, решение социальной службы об изъятии должно быть подтверждено административным судом (у ребёнка старше 12 и любых его опекунов есть право оспорить данное решение в вышестоящей инстанции вплоть до высшего суда).
При условии исполнения вышеназванных предпосылок работники социальной службы региональной общины обязаны изъять ребёнка и обеспечить ему достойные условия проживания, что реализуется или в качестве срочной защитной меры или обычным изъятием (последнее представляет собой более длительное нахождение ребёнка вне дома или места социального пребывания). Изъятие, как исполнение решения бюро социальной службы, может быть произведено против воли реципиентов, но зачастую производится с согласия обеих сторон. Размещение ребёнка вне семьи прекращается, если исчезли причины его породившие, а также при достижении ребёнком 18-летнего возраста (до достижения 21 года социальная служба обязана оказывать поддержку опекаемым).
Срочные случаи изъятия ребёнка предусматривают ситуацию в которой: квартира превращена в притон, или мать занимается проституцией, а также в случаях, если на ребёнке явно видны следы побоев (в подобном случае государственная забота гарантируется всем детям семьи), при этом обстоятельства изъятия никогда не выносятся на общественное обсуждение, а спорные вопросы решаются на суде, в закрытом заседании. В законодательстве Финляндии нет понятия «лишение родительских прав», поэтому родители всегда остаются родителями.
В своей статье председатель Антифашистского комитета Финляндии правозащитник Йохан Бекман, заявляет что «ювенальная юстиция представляет собой одно из главных орудий фашистизации общества и уничтожения семьи как основного института общественной жизни». На 2011 год в Финляндии насчитывалось 17 409 детей, взятых под государственную опеку и каждый год их число увеличивается. Кроме того финский исследователь отмечает, что «ювенальная юстиция — это оружие в руках атеистов, используемое ими для новых гонений на христианство». В качестве примера Бекман приводит случаи притеснений, которым подвергаются православные христиане в Финляндии: одной из жертв этих преследований стала, например, Римма Салонен.
Широко обсуждавшееся в СМИ России дело Антона Салонена, в ходе которого из-за спора об опеке над ребёнком была лишена материнских прав гражданка России и Финляндии Римма Салонен, по мнению Йохана Бекмана, выявило в ювенальной юстиции Финляндии ряд аспектов, дестабилизирующих финское общество.
В качестве аналогичных спорных методов применения ювенальной юстиции рассматриваются дело Роберта Рантала, по которому в феврале 2010 года мальчика изолировали сразу от обоих родителей и дело Юлии Путконен, по которому финские социальные службы изъяли ребёнка у русской матери и передали под опеку финского отца, работающего в России. В 2012 году широкий общественный резонанс как в Финляндии, так и в России вызвало Дело Анастасии Завгородней, у которой органами опеки были изъяты сразу четыре ребёнка, включая новорожденного.

## Организации защиты детей в Финляндии
- Союз защиты детей Маннергейма[фин.] — основан в 1920.
- Центральный союз защиты детей[фин.] — основан в 1937.
- Финская ассоциация по уходу за детьми[швед.] — помощь родителем и детям.[63]
- Ассоциация приютов молодых матерей и жертв семейного насилия[фин.] — основана как Союз женских домов-убежищ, для помощи женщинам, родивших вне брака. Содержит 11 приютов, 14 домов-защиты, 7 приютов для наркозависимых.[64]
- Спасите детей — международная организация, основана в Лондоне в 1919. В Финляндии с 1922. В основном, помогает семьям принять[уточнить] детей из разных горячих точек.
- Лучшее детям[фин.] — основана в 1945 Демократическим союзом Финляндии, взяв за основу Конвенцию ООН о правах ребёнка.
- Ребёнок 2000[фин.] — основанное в 1999 общество экспертов по здравоохранению молодёжи и детей. Просветительская деятельность.